# Enrico Poggi (Politiker)

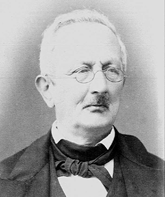
Enrico Poggi

Enrico Poggi (* 24. Juli 1812 in Florenz; † 14. Februar 1890 ebenda) war ein italienischer Politiker der Zeit des Risorgimento.
Poggi absolvierte ein Studium der Rechtswissenschaften und schlug die Beamtenlaufbahn im Großherzogtum Toskana ein. Er stieg bis zum Justizminister des Großherzogtums auf und übte dann dieselbe Funktion in der Übergangsregierung der Toskana (27. April 1859 bis 15. März 1860) aus. Als solcher proklamierte er nach dem Plebiszit vom 11.–12. März 1860 die Annexion der Toskana ans Königreich Sardinien. In der Folge war Poggi unter anderem ein Monat lang Minister ohne Portefeuille im Königreich Italien in der ersten Regierung Urbano Rattazzi (1862). Er war ab 1860 Senator auf Lebenszeit und später Ehrenvorsitzender des Kassationsgerichtshofs. Poggi setzte sich erfolgreich für die Übernahme der Abschaffung der Todesstrafe aus dem toskanischen Strafrecht in den italienischen Codice Penale ein. Er war Träger zahlreicher Orden und Auszeichnungen. Er war der Bruder des Architekten und Stadtplaners Giuseppe Poggi.

## Werke
- Memorie storiche  del governo della Toscana 1859-60